# Esquirol terrestre de Hose
L'esquirol terrestre de Hose (Lariscus hosei) és una espècie de rosegador de la família dels esciúrids. Viu a Indonèsia i Malàisia. El seu hàbitat natural són els boscos primaris, on viu a altituds de fins a 1.000 msnm. Està afectat per la desforestació del seu entorn a conseqüència de la tala d'arbres.
Aquest tàxon fou anomenat en honor del zoòleg, etnòleg i funcionari britànic Charles Hose.